# Beata Szydło
Beata Maria Szydło (Oświęcim, 1963. április 15. –) lengyel politikus, a Jog és Igazságosság (PiS) párt alelnöke. 2015. november 16. és 2017. december 11. között Lengyelország Minisztertanácsának elnöke. Ezt megelőzően már egy évtizede parlamenti képviselő volt, de az áttörést Andrzej Duda sikeres elnökválasztási kampányának vezetése hozta el számára 2015 tavaszán.

## Pályafutása
A dél-lengyelországi Brzeszcze bányászváros közelében született és nőtt fel, édesapja is bányász volt. A krakkói Jagelló Egyetemen tanult.
35 évesen ő lett a legfiatalabb polgármester a Kis-lengyelországi vajdaságban, majd belépett a Jog és Igazságosság (PiS) pártba, ahol az alelnöki posztig jutott.

## Családja
Férjét a krakkói egyetemen ismerte meg. Két fiuk van.